# Annibale Mazzuoli

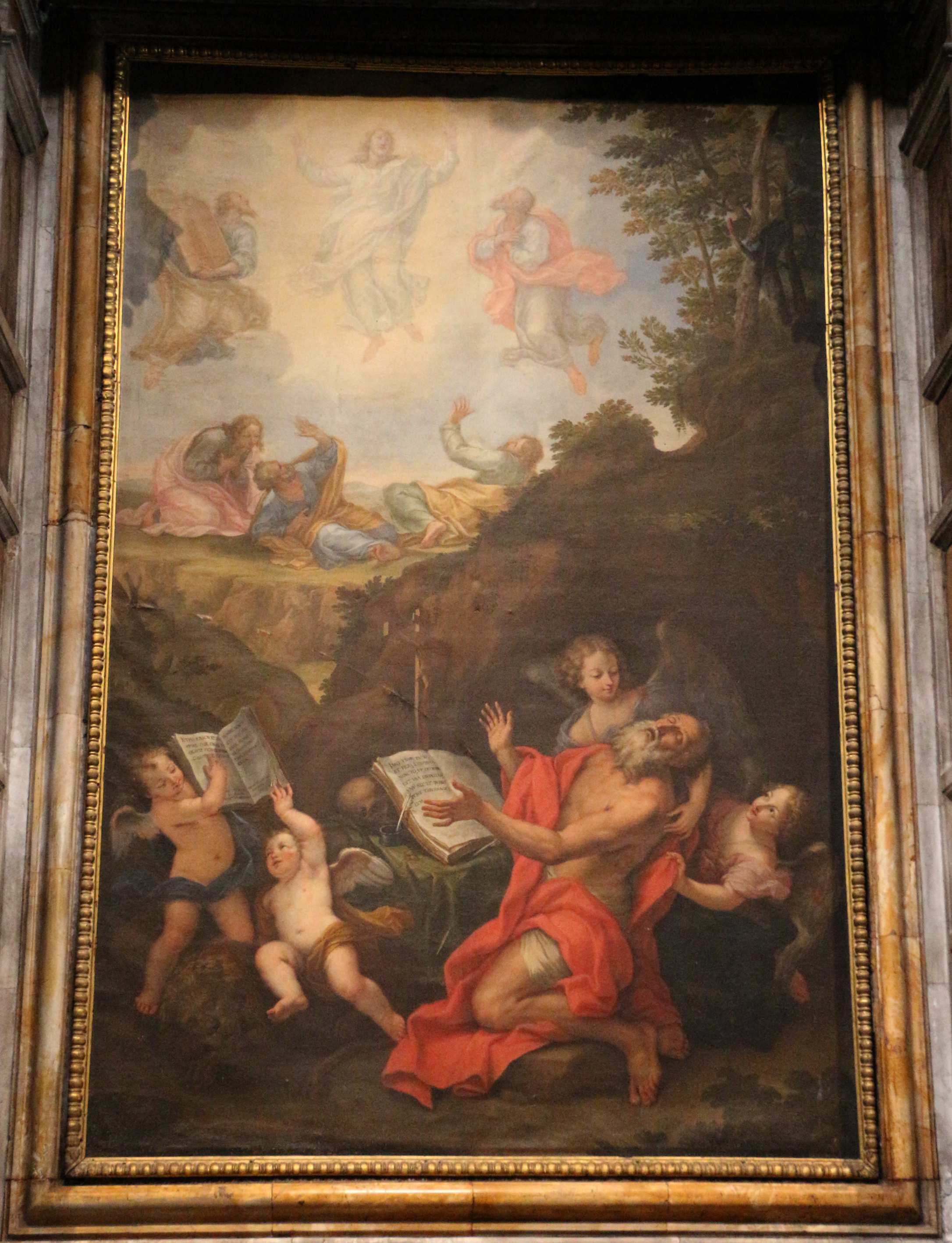
Estasi di san Girolamo, Duomo di Siena

Annibale Mazzuoli (Siena, 1658 – Roma, 17 dicembre 1743) è stato un pittore e restauratore italiano.

## Biografia e opere
Annibale Mazzuoli faceva parte di una delle famiglie più prolifiche di artisti del seicento e settecento senese. Era figlio dell'architetto Dionisio Mazzuoli. Fra i suoi parenti ci sono gli scultori Giuseppe Mazzuoli e Giovanni Antonio Mazzuoli, l'architetto Francesco Mazzuoli e Agostino Mazzuoli intagliatore, tutti fratelli di Annibale; ed infine Bartolomeo Mazzuoli, figlio di Giovanni Antonio, anche lui scultore.
Annibale, l'unico pittore in famiglia, lavorò molto a Siena e dintorni affermandosi come uno dei più importanti della sua patria tra la fine del XVII e la prima metà del XVIII secolo, anche se Stefano Ticozzi nel suo Dizionario dei pittori dal rinnovamento delle belle arti fino al 1800 dice che:
(p. 35)
Lo stesso Guglielmo Della Valle, accademico ed erudito senese, che scrisse una sua vita nel volume Lettere senesi di un socio dell'Accademia di Fossano sopra le belle arti lo definisce:
(Notizie di Annibale Mazzuoli pittore, p. 448)
Nonostante i giudizi negativi dei posteri, il Mazzuoli fu chiamato a Roma dal papa Clemente XI dove operò direttamente per il pontefice, che fra le altre cose gli commissionò il restauro di varie pitture in Vaticano tra le quali un grosso restauro degli affreschi di Michelangelo nella Cappella Sistina, eseguito dal 1710-1712, soprattutto nelle lunette dove certe infiltrazioni d'acqua rischiavano di cancellare completamente i colori del pittore-scultore fiorentino. In questo lavorò si giovò della collaborazione del figlio Giovanni Antonio Bartolomeo.

## Opere a Siena
Nella Chiesa di San Martino affrescò il coro e la cupola (1697). Sul secondo altare di destra della Cattedrale è esposta una sua tela che rappresenta L'estasi di San Girolamo, datata 1671. Nella Chiesa e convento di Santa Margherita in Castelvecchio, dipinse gli affreschi della volta insieme a Giuseppe Nicola Nasini, mentre nell'Oratorio di Sant'Antonio della Contrada della Tartuca fece le tele di San Bartolomeo e San Sebastiano per gli altari e l'affresco della volta, quest'ultimo abbattuto nel 1818 per problemi di staticità nel corso del rifacimento della chiesa.
Per la Certosa di Siena dipinse un San Brunone che si trova nell'atrio del convento. Un suo affresco con Gregorio VII che accoglie il pentimento di Enrico IV del 1695 si trova in Palazzo Pubblico sulla volta della Bilanceria di Biccherna. Altri suoi affreschi si trovano nella Chiesa di San Vigilio. Mentre affreschi con le storie di San Gherardo si trovano nell'Oratorio dei Santi Ludovico e Gherardo. Nella Basilica di San Domenico una sua tela rappresenta L'estasi di Santa Caterina da Siena.
Altri affreschi e pale d'altare furono da lui dipinte per le Chiese senesi di Maria Santissima del Rosario, San Bernardino al Prato, San Donato, Santa Maria delle Grazie delle Convertite e Santa Petronilla.

## Opere fuori Siena
Anche fuori Siena il pittore lavora a Colle di Val d'Elsa per la chiesa di San Pietro, l'altare del Sacro chiodo per il duomo e la decorazione di cappelle per la chiesa di San Marziale e la cripta della Misericordia. Mentre a San Gimignano decorò la Chiesa di Sant’Agostino e il Duomo di Montepulciano dove si trova una sua tela della Sacra Famiglia con santi. Nel territorio senese è attivo anche a Casole d'Elsa nella Collegiata di Santa Maria Assunta, a Chiusi (Chiesa di Sant'Apollinare), nella Chiesa di San Martino a Strove e in quella della Madonna del Rosario a Lucignano d'Asso.

## Restauri a Roma
Uno dei suoi lavori più importanti del pittore senese fu il restauro di alcuni dipinti a Roma, fra cui per gli affreschi del Palazzo del Quirinale, la Loggia delle Benedizioni della Basilica di San Giovanni in Laterano e quelli della Biblioteca Vaticana. Ma il più celebre fu sicuramente il restauro della Cappella Sistina,iniziato nel 1710 e concluso due anni dopo, dove intervenne, usando spugne con un composto di vino greco, che servirono per rimuovere i residui di polveri, dovuti ad un restauro precedente, e per restaurare i colori di certe lunette caduti per l'infiltrazione di umidità.
Annibale Mazzuoli morì a Roma nel 1743, fra i suoi allievi ricordiamo, oltre il figlio, Giovan Pietro Cremona o Cremoni, architetto e pittore.